# Ursula Stüwe
Ursula Stüwe (* 2. Februar 1947 in Gütersloh) ist eine deutsche Ärztin und Standespolitikerin.

## Leben
Stüwe studierte Medizin. Nach der Approbation 1979 absolvierte sie die Weiterbildung zur Fachärztin für Chirurgie und Unfallchirurgie. Von 1979 bis 2010 war sie in den Dr. Horst-Schmidt-Kliniken in Wiesbaden ärztlich tätig. 
Langjährig war Stüwe in der Landesärztekammer Hessen aktiv, von 2004 bis 2008 als Präsidentin. Der Delegiertenversammlung gehörte sie bis 2013 an.

## Ehrungen
- 2018: Ehrenplakette der Landesärztekammer Hessen in Gold[1]
- 2020: Paracelsus-Medaille[2]